# Донська-Присяжнюк Віра Артемівна
Донська-Присяжнюк Віра Артемівна (рос. Донская-Присяжнюк Вера Артёмовна; нар. 05.01.1929, с. Томіліно, нині Московської обл., РРФСР — пом. 22. 12.1984, РРФСР) — радянська російська акторка театру і кіно.

## Життєпис
Закінчила Музичне училище в Москві (1951).
Працювала в Московському Малому академічному театрі.
Дебютувала в кіно у фільмі «Анна на шиї» (1954) режисера І. Анненського.
Отримала Першу премію Всесоюзного кінофестивалю в м. Ленінграді, 1964 р. за виконання головної жіночої ролі («Наймичка», 1964 — Ганна).
Фільмографія:
Грала в українських фільмах:
- «Полум'я гніву» (1955, Орися),
- «Дорогою ціною» (1957, Соломія),
- «Степові світанки» (1960, епіз.),
- «Наймичка» (1964, Ганна),
- «Самотність» (1964, Лушка).